# Seznam obcí v Andoře
Tento článek obsahuje seznam měst a vesnic v Andoře.

## Podle farnosti

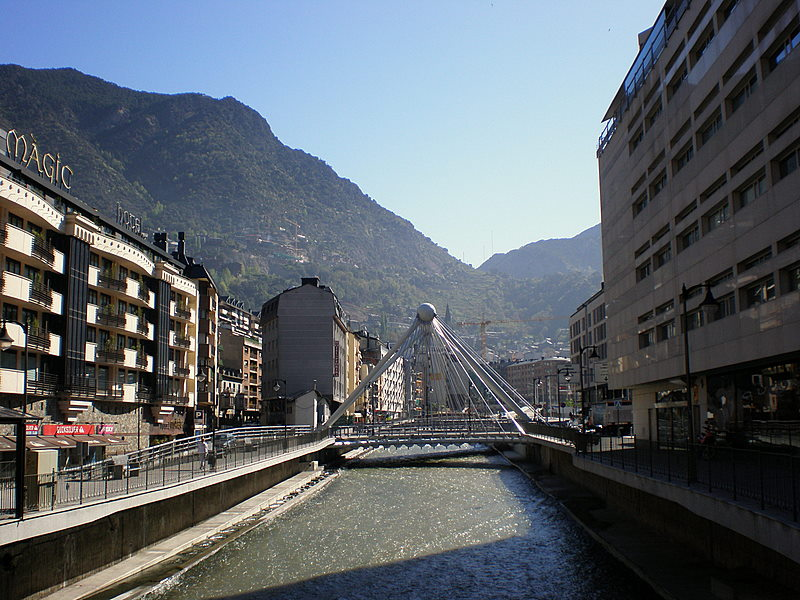
Andorra la Vella

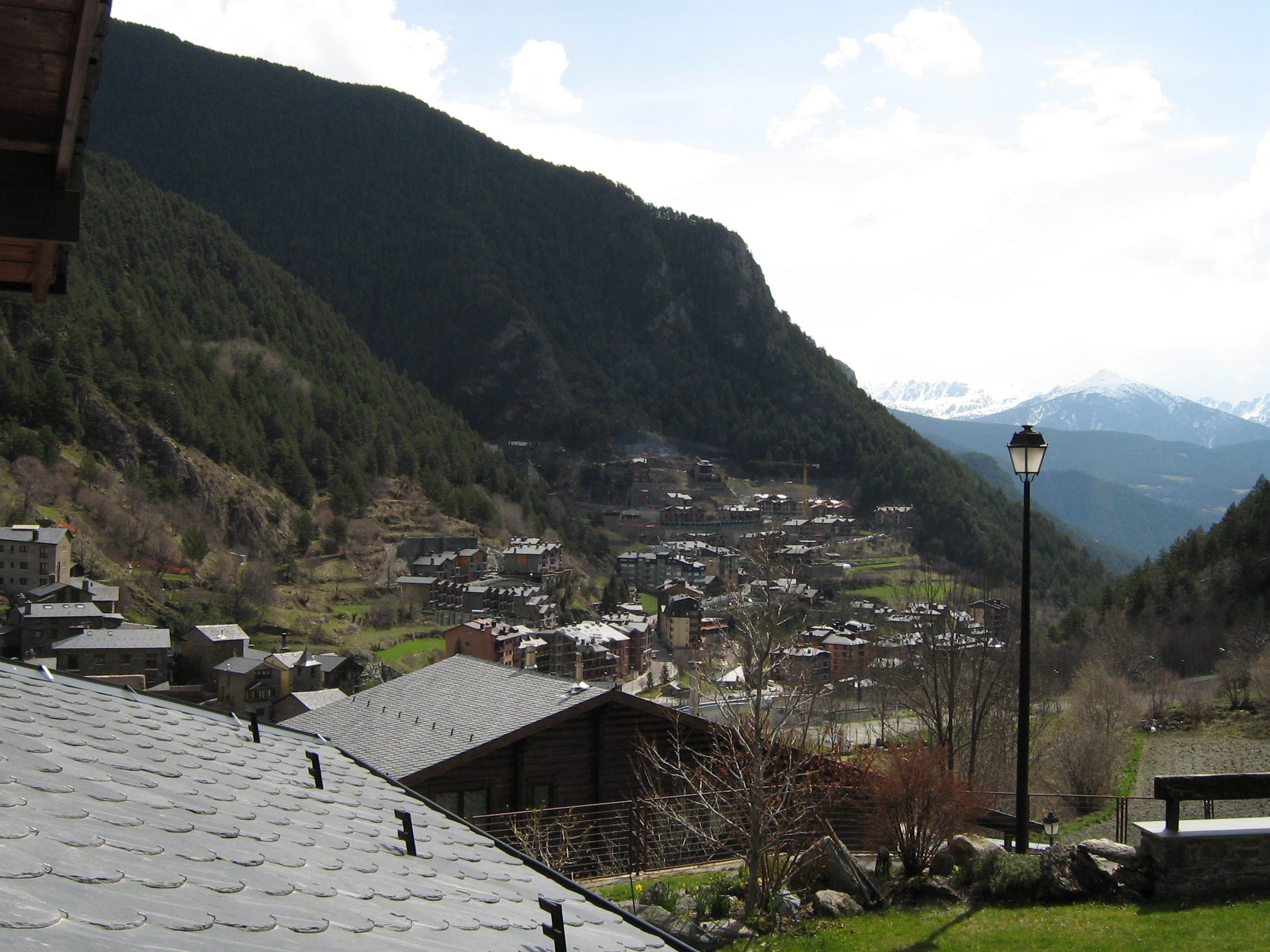
Arinsal

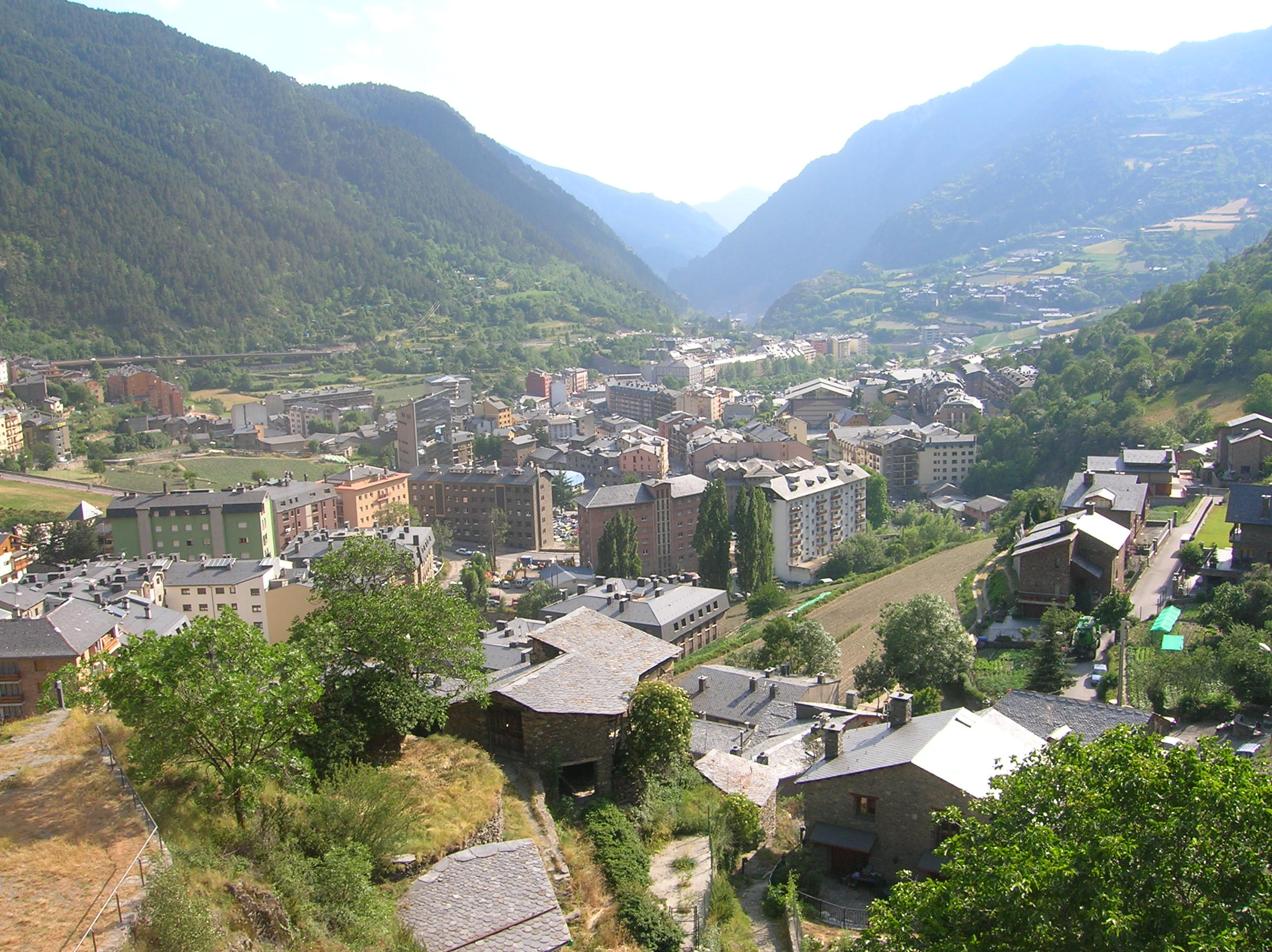
Encamp

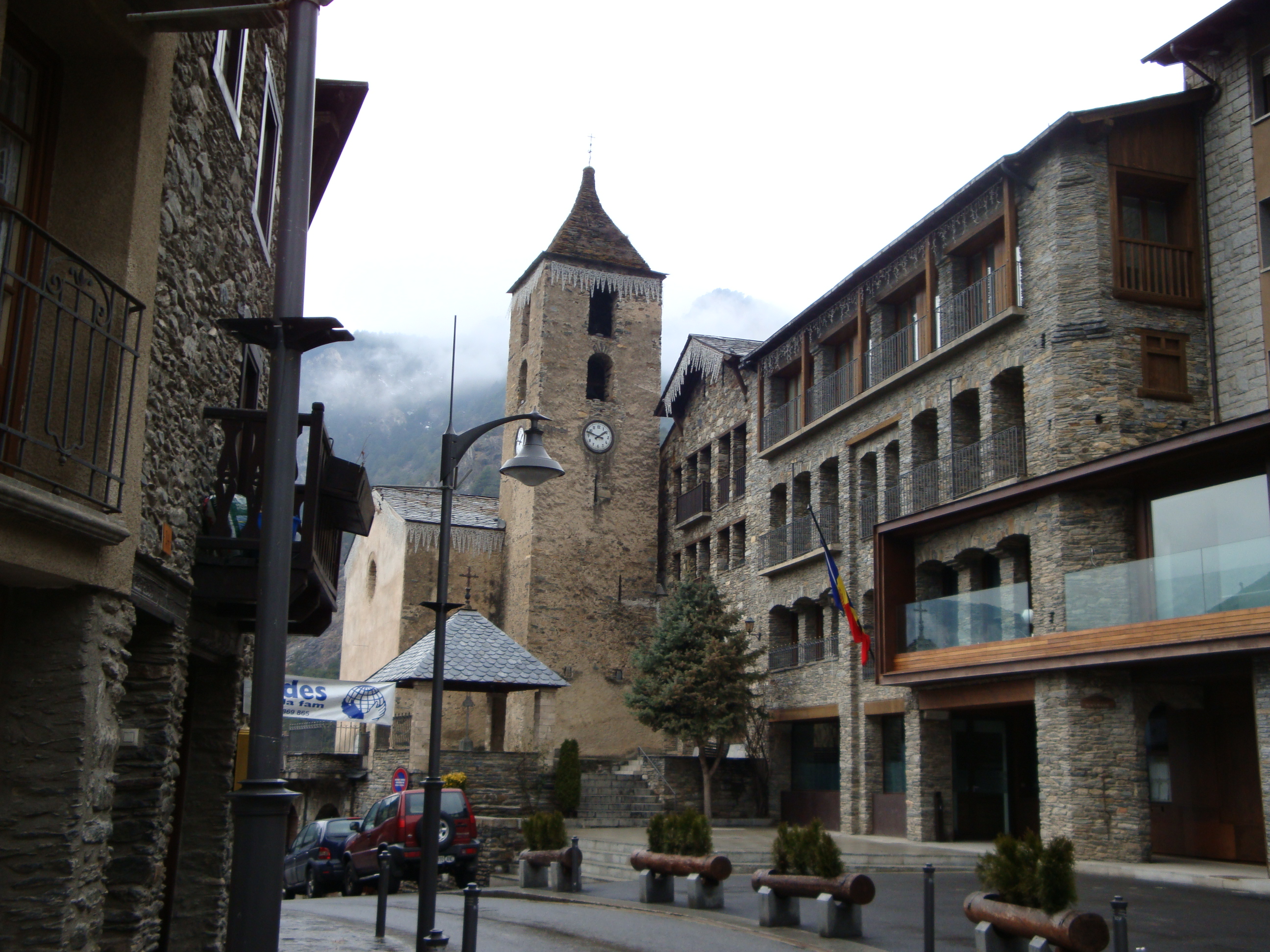
Ordino

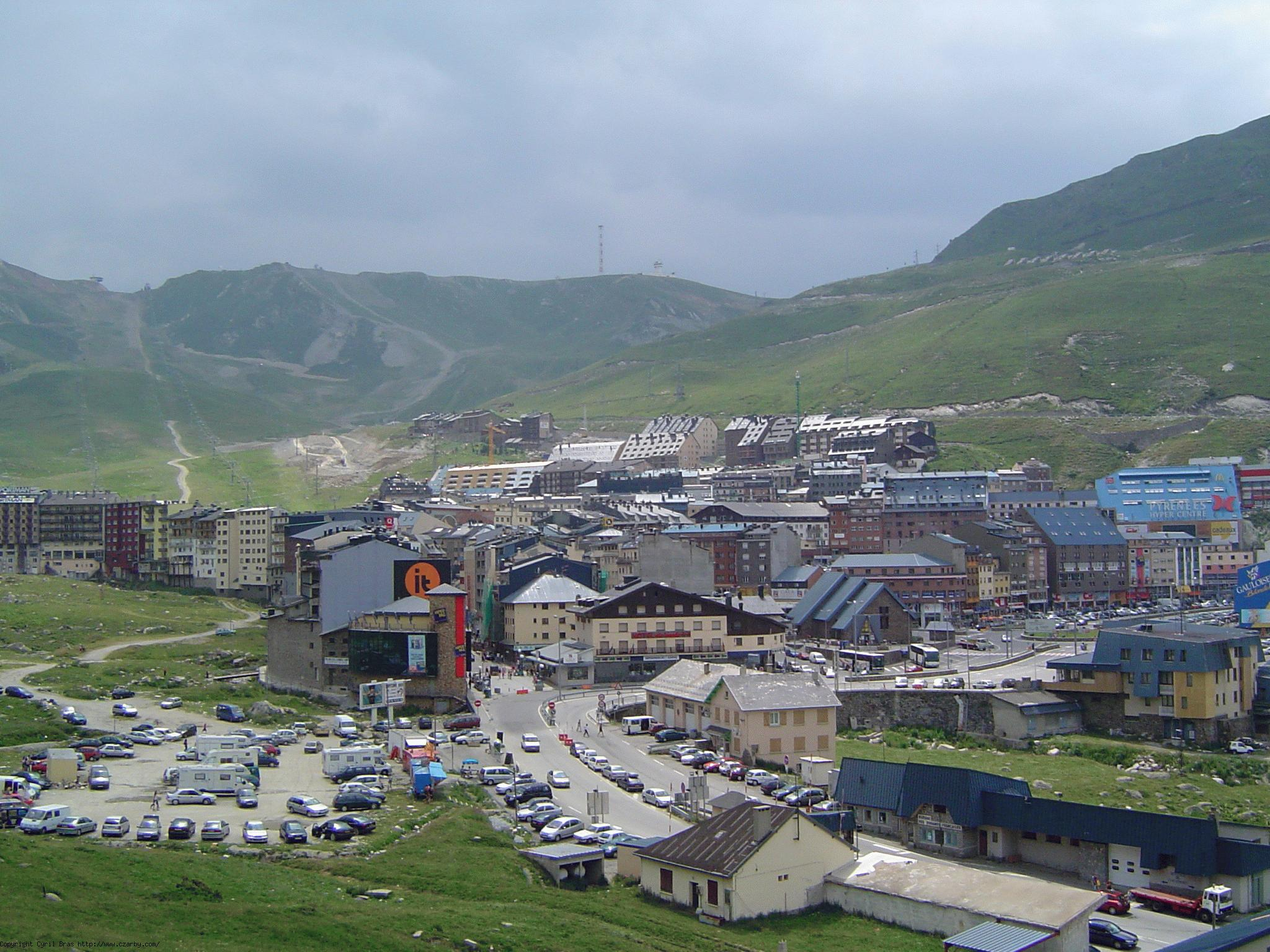
Pas de la Casa

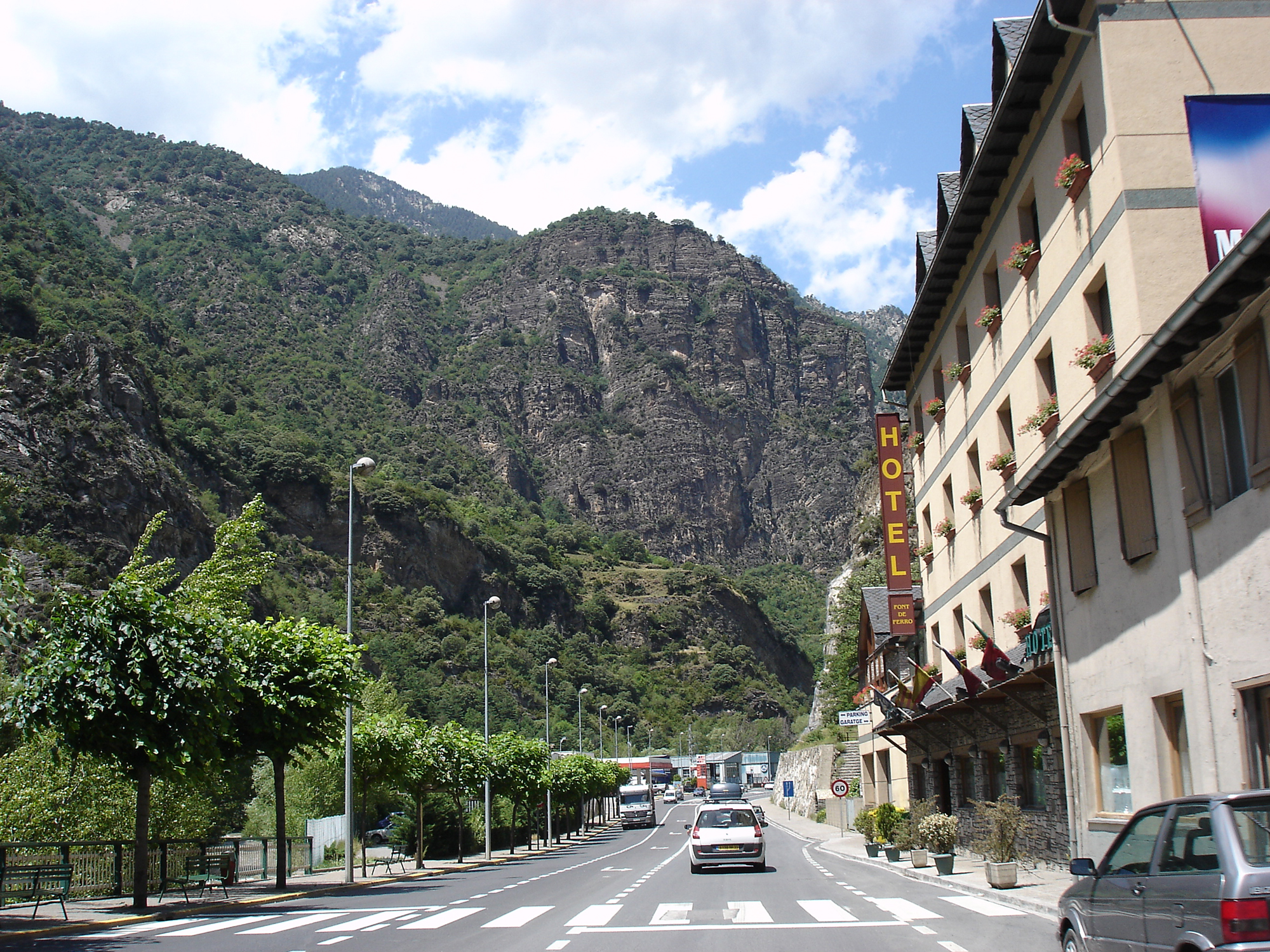
Sant Julià de Lòria

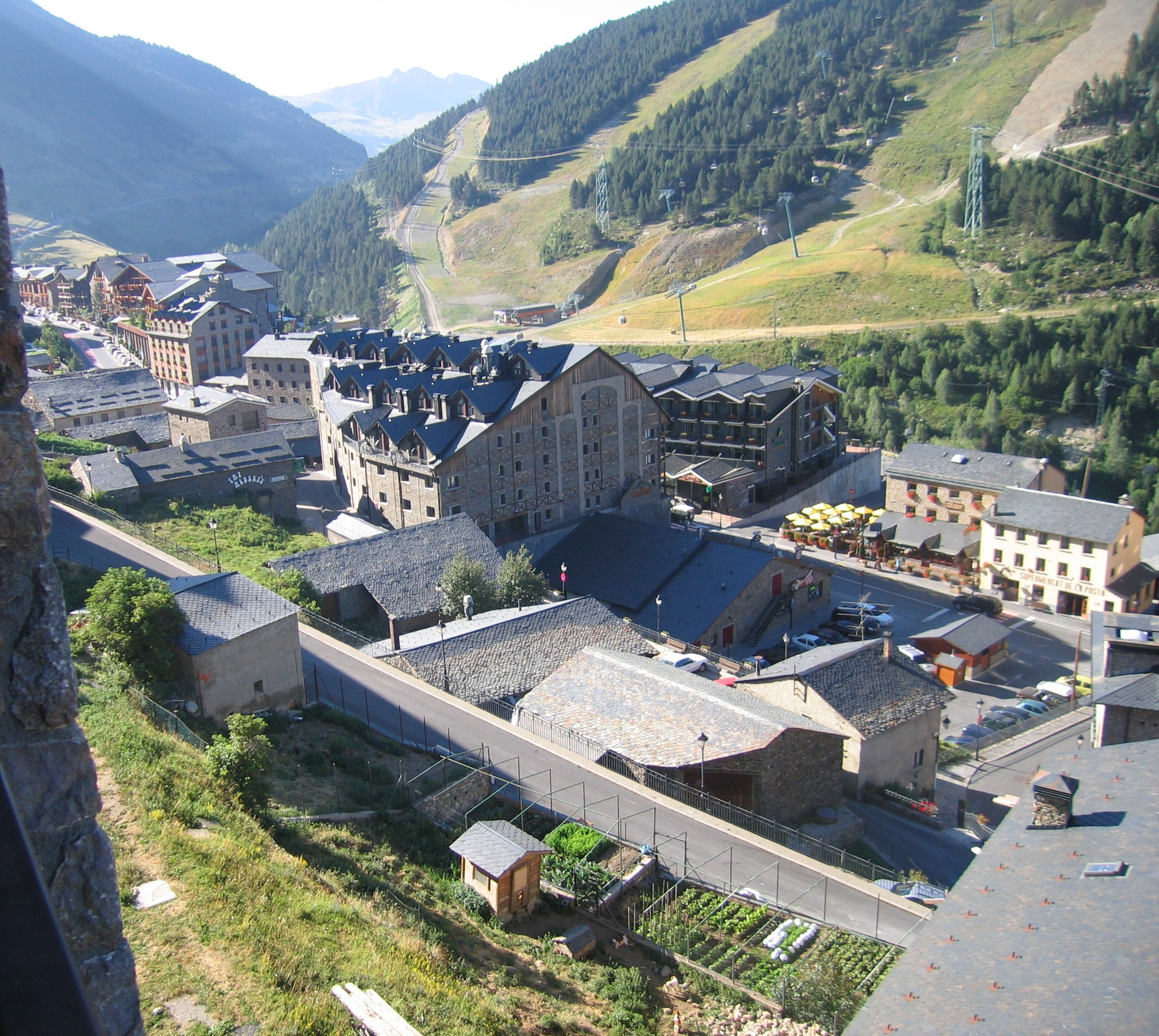
Soldeu

| Farnost             | Obec                   | Populace farnosti |
| ------------------- | ---------------------- | ----------------- |
| Canillo             | Canillo                | 4633              |
| Canillo             | L'Aldosa               | 4633              |
| Canillo             | L'Armiana              | 4633              |
| Canillo             | Bordes d'Envalira      | 4633              |
| Canillo             | El Forn                | 4633              |
| Canillo             | Incles                 | 4633              |
| Canillo             | Meritxell              | 4633              |
| Canillo             | Molleres               | 4633              |
| Canillo             | Els Plans              | 4633              |
| Canillo             | Prats                  | 4633              |
| Canillo             | Ransol                 | 4633              |
| Canillo             | Sant Pere              | 4633              |
| Canillo             | Soldeu                 | 4633              |
| Canillo             | El Tarter              | 4633              |
| Canillo             | El Vilar               | 4633              |
| Encamp              | Encamp                 | 13 225            |
| Encamp              | Les Bons               | 13 225            |
| Encamp              | Grau Roig              | 13 225            |
| Encamp              | La Mosquera            | 13 225            |
| Encamp              | Pas de la Casa         | 13 225            |
| Encamp              | Le Tremat              | 13 225            |
| Encamp              | Vila                   | 13 225            |
| Ordino              | Ordino                 | 3309              |
| Ordino              | Ansalonga              | 3309              |
| Ordino              | Arcalís                | 3309              |
| Ordino              | Arans                  | 3309              |
| Ordino              | La Cortinada           | 3309              |
| Ordino              | Llorts                 | 3309              |
| Ordino              | Les Salines            | 3309              |
| Ordino              | Segudet                | 3309              |
| Ordino              | El Serrat              | 3309              |
| Ordino              | Sornàs                 | 3309              |
| La Massana          | La Massana             | 8510              |
| La Massana          | L'Aldosa               | 8510              |
| La Massana          | Anyós                  | 8510              |
| La Massana          | Arinsal                | 8510              |
| La Massana          | Erts                   | 8510              |
| La Massana          | Escàs                  | 8510              |
| La Massana          | Mas de Ribafeta        | 8510              |
| La Massana          | Pal                    | 8510              |
| La Massana          | El Pui                 | 8510              |
| La Massana          | Puiol del Piu          | 8510              |
| La Massana          | Sispony                | 8510              |
| La Massana          | Xixerella              | 8510              |
| Andorra la Vella    | Andorra la Vella       | 23 587            |
| Andorra la Vella    | La Margineda           | 23 587            |
| Andorra la Vella    | Santa Coloma d'Andorra | 23 587            |
| Sant Julià de Lòria | Sant Julià de Lòria    | 9207              |
| Sant Julià de Lòria | Aixàs                  | 9207              |
| Sant Julià de Lòria | Aixirivall             | 9207              |
| Sant Julià de Lòria | Aixovall               | 9207              |
| Sant Julià de Lòria | Auvinyà                | 9207              |
| Sant Julià de Lòria | Bixessarri             | 9207              |
| Sant Julià de Lòria | Canolich               | 9207              |
| Sant Julià de Lòria | Certers                | 9207              |
| Sant Julià de Lòria | Fontaneda              | 9207              |
| Sant Julià de Lòria | Juberri                | 9207              |
| Sant Julià de Lòria | Llumeneres             | 9207              |
| Sant Julià de Lòria | Nagol                  | 9207              |
| Escaldes-Engordany  | Les Escaldes           | 16 078            |
| Escaldes-Engordany  | Engordany              | 16 078            |
| Escaldes-Engordany  | Engolasters            | 16 078            |
| Escaldes-Engordany  | El Fener               | 16 078            |
| Escaldes-Engordany  | Els Vilars d'Engordany | 16 078            |

## Podle rozlohy

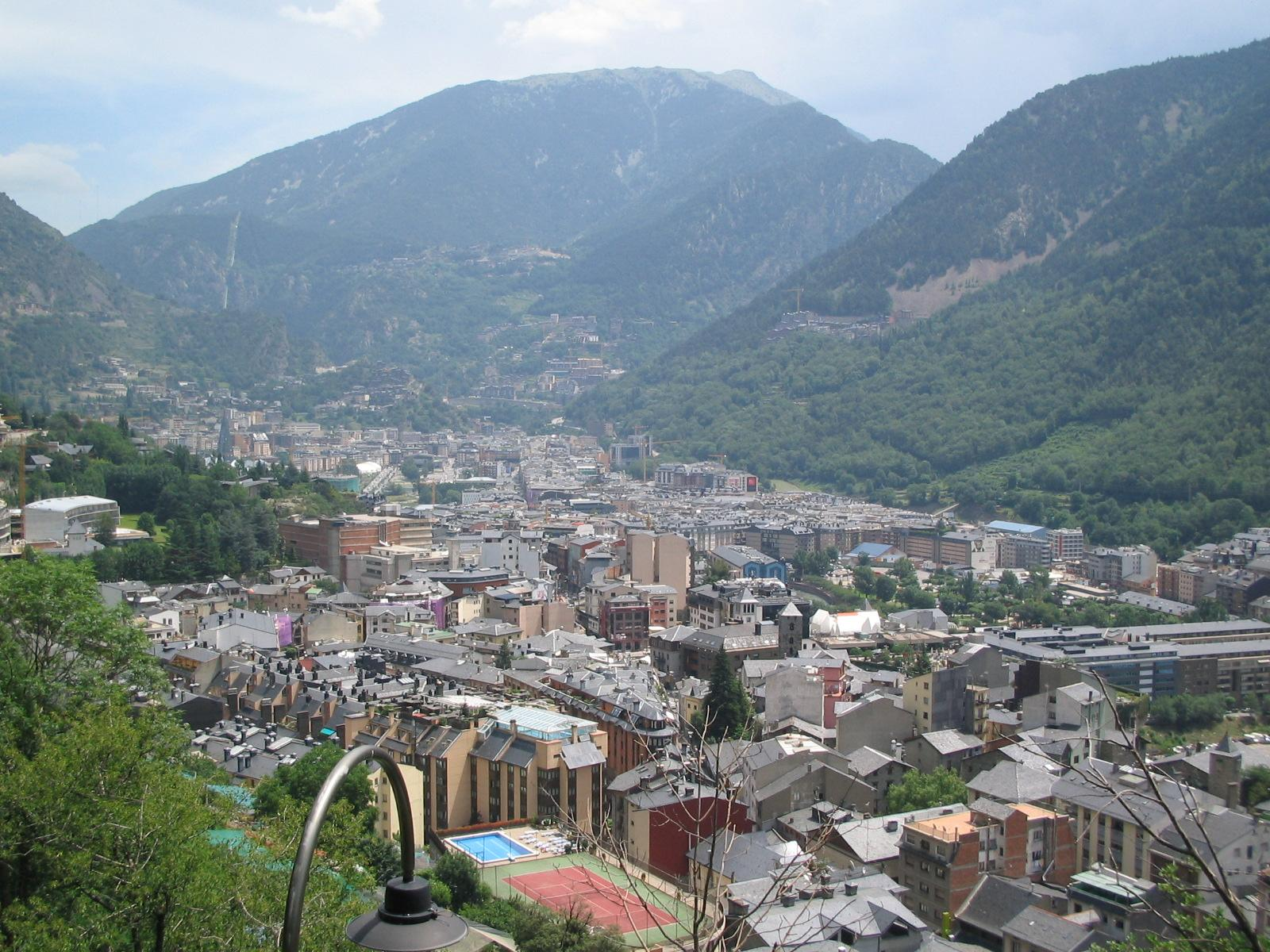
Andorra la Vella

10 největších obcí v Andoře:
| #   | Město               | Populace |
| --- | ------------------- | -------- |
| 1.  | Andorra la Vella    | 20 648   |
| 2.  | Les Escaldes        | 16 078   |
| 3.  | Encamp              | 8181     |
| 4.  | Sant Julià de Lòria | 7855     |
| 5.  | Pas de la Casa      | 2915     |
| 6.  | La Massana          | 4618     |
| 7.  | Ordino              | 2119     |
| 8.  | Canillo             | 1781     |
| 9.  | Arinsal             | 1555     |
| 10. | El Tarter           | 1052     |